# 三銃士
『三銃士』（さんじゅうし、仏: Les Trois Mousquetaires）は、アレクサンドル・デュマ・ペールによる冒険活劇小説。1844年にフランスの日刊紙『シエークル』（Le Siècle）で連載され、同年、単行本が出版。1846年から挿絵が追加された。

## 概要
フランスの片田舎ガスコーニュから銃士を夢見てパリへのぼった若者ダルタニャンが、銃士隊で名を馳せる三銃士アトス・ポルトス・アラミスと友情を結び、次々と迫りくる危機や英仏間の陰謀に立ち向かい、やがて銃士となり活躍する物語。実在の人物や史実を多く織り交ぜた歴史冒険小説。
表題の「銃士」とは、最新式のマスケット銃を装備した近衛軽騎兵のこと。ルイ13世により1622年近衛軽騎兵から中隊が切り離され創設。銃士隊は、他の近衛隊を経験した貴族の次男三男や下級貴族が所属していた。
『三銃士』は『ダルタニャン物語』の第一部に当たり、全体の分量の五分の一程度になる。『三銃士』(1844) 『二十年後』（1845)『ブラジロンヌ子爵』（1847）の三部作で『ダルタニャン物語』を構成している。
作中の言葉「一人は皆の為に、皆は一人の為に」（"un pour tous, tous pour un"）は、本作が出典だという説もあるが、ウィリアム・シェイクスピアの『ルークリース凌辱』(1594) に"one for all, or all for one"の一文があり、第二次プラハ窓外投擲事件（1618年）の際のラテン語の成句、”Unus pro omnibus, omnes pro uno”が、『三銃士』より早く出ている。

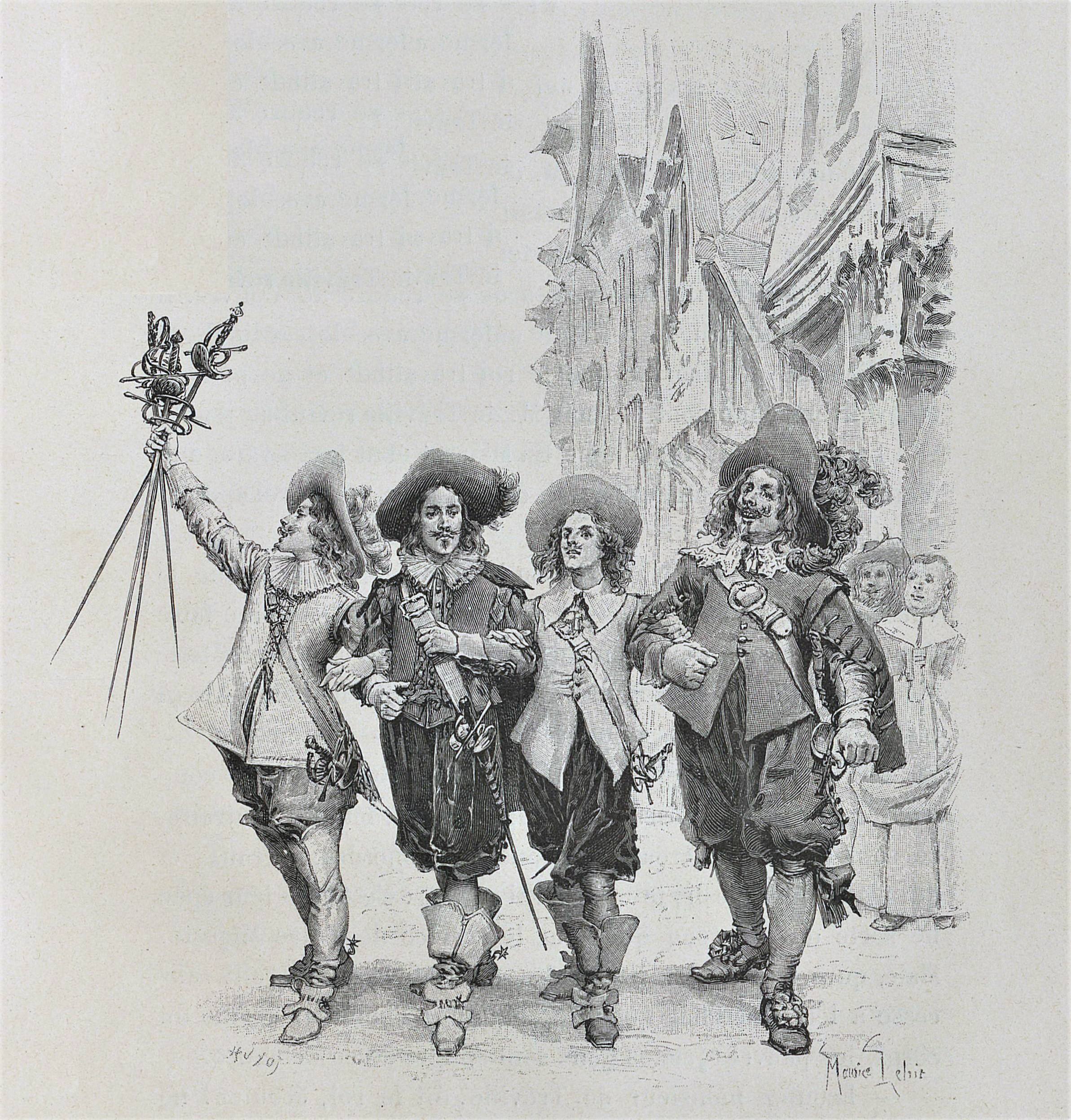
三銃士とダルタニャン

## あらすじ
物語は1625年４月から始まる。
当時のフランスには支配者が二人いた。ルイ13世と宰相リシュリュー枢機卿である。
ガスコーニュ出身の田舎貴族ダルタニャンは、銃士になることを夢見て故郷からパリへ出発。ところがパリへの道中マンの街で、愛馬を馬鹿にされた事で喧嘩っ早さが災いし謎の騎士ロシュフォール伯爵に決闘をふっかけ、殴り倒されてトレヴィル近衛銃士隊長への紹介状を盗まれる。パリへたどり着き銃士隊長トレヴィル伯爵へ謁見したものの窓の外に紹介状を盗んだロシュフォール伯爵を発見し、謁見もそこそこに後先考えず追いかける。途中、はからずも三銃士として名を馳せるアトスに突進してぶつかり、ポルトスとアラミスに公衆の面前で恥をかかせ、なり行きで三人と決闘する羽目になる。
ダルタニャンは三銃士との決闘に赴くが、アトスとの決闘を始めた途端に枢機卿リシュリューの護衛隊が現れ、決闘禁止令を盾に三銃士を逮捕しようとする。ダルタニャンと三銃士の決闘は中断し、三銃士と護衛士の戦いとなる。ダルタニャンは三銃士の仲間として護衛士と戦う事を選び、枢機卿派きっての剣客ジュサックを倒して三銃士側を勝利させる。この事件でダルタニャンは三銃士の仲間入りを果たした上に、トレヴィルや国王からも一目置かれる存在となる。
トレヴィルの義弟デ・ゼッサール護衛隊に入隊したダルタニャン。ある日、家主ボナシューの依頼で、宮廷の陰謀に巻き込まれ消息不明になったボナシューの妻でアンヌ王妃の下着係コンスタンスを探す事になる。ダルタニャンはリシュリュー枢機卿の手下からコンスタンスを救出すると、一目でコンスタンスに恋をしてしまう。更には枢機卿の陰謀に陥れられる寸前の王妃アンヌ・ドートリッシュの危機を知る事となる。王妃はお忍びでパリに来ていたイギリス宰相バッキンガム公爵と密会し、ルイ13世から贈られたダイヤモンドの飾り紐を思い出の品としてバッキンガム公爵に渡していた。それを知ったルイ13世は猜疑心に駆られバッキンガム公と王妃の不義を疑い、王妃に「パリ市庁舎の舞踏会にダイヤの飾り紐を着けて出席せよ」と命じた。この一連の陰謀を企てたのはリシュリュー枢機卿だった。
半ば強引にコンスタンスの依頼を受けたダルタニャンは、バッキンガム公爵からダイヤの飾り紐を返してもらうため、三銃士とともに一路イギリスを目指す。道中には幾重にも枢機卿の罠が張り巡らされおり、シャンティでポルトスが、クレーヴクールでアラミスが、アミアンでアトスが、敵の襲撃から身を挺してダルタニャンを逃し、ダルタニャンは単身イギリスのロンドンへと辿り着く。バッキンガム公から飾り紐を受け取ったダルタニャンは急ぎパリへ戻り、王妃にダイヤの飾り紐を届けて王妃の危機を救う事に成功。王妃から褒美のダイヤの指輪を与えられ、コンスタンスとも相思相愛となる。
得意の絶頂だったダルタニャンだが、逢引きを目前にして、コンスタンスが誘拐され消息を絶ってしまう。ダルタニャンはコンスタンスの身を案じながらも、イギリスへ向かう道中で罠に掛かった三銃士を探す旅に出た。ポルトスは戦闘で怪我を負ったが旅籠で養生したおかげで陽気だった。アラミスは、ダルタニャンからシュヴルーズ公爵夫人の恋文を受け取った事で僧籍に戻るという厭世的な気持ちが吹っ飛んだ。アトスは旅籠の地下の酒蔵に籠城して旅籠が破産するほど酒や食料を食い尽くしていたがダルタニャンが来た事で再会を喜び、その夜「ある領主の恋の話」として自分の過去の不幸な結婚について語った。領主(アトス)は数年前にベリーの領地で天使のように美しい村娘と身分違いの結婚をしたが、妻は百合の烙印を肩に押された脱獄囚で、妻の過去を知ったアトスは妻を絞首刑に処し、爵位を捨てて旅に出たという衝撃の内容だった。
パリに戻ったダルタニャンと三銃士を待っていたのは、新教徒の都市ラ・ロシェル包囲戦への出陣命令だった。そんな時、ダルタニャンは以前にマンの街でロシュフォール伯爵と密談していた絶世の美女ミレディーを見かける。ミレディーはイギリス貴族ウィンター男爵の義妹(ミレディの亡夫がウィンター卿の弟)だった。ダルタニャンは甘い蜜に吸い寄せられるようにミレディーに惹かれていく。しかしこのミレディーはリシュリュー枢機卿の腹心として悪魔のような奸計で暗躍する密偵・刺客だった。ダルタニャンはミレディーを疑いながらも妖艶な魅力に逆らえず、遂には暗闇に乗じてミレディの恋人ワルド伯爵になりすまし、身体を重ねてしまう。ミレディーにのぼせ上がったダルタニャンは、卑怯な手段で一夜を共にした事をミレディに詫び真実を打ち明けるが、激怒したミレディーの襲撃を受け、揉み合う内にミレディーの肩の百合の烙印を見てしまう。ダルタニャンは驚き、アトスの家へまっしぐらに飛び込んで、アトスの妻が生きていた事を告げるのだった。以降、ダルタニャンは口封じのためにミレディーから命を狙われるようになる。
やがてラ・ロシェル包囲戦が始まり、ダルタニャンや三銃士も戦地に赴くことになったが、その最中でさえミレディーの放つ刺客や毒ワインの罠によってダルタニャンは何度も命を脅かされる。
ある夜、国王軍の陣地で三銃士はリシュリューの護衛をして旅籠に赴き、リシュリューとミレディーの密談を聞いてしまう。それはラ・ロシェルの新教徒に味方するバッキンガム公爵を、ミレディーが渡英して暗殺する計画だった。ダルタニャンと三銃士は一計を案じてイギリスへ危急を知らせる使いを出し、イギリスへ上陸したミレディーをウィンター卿の城に軟禁する事に成功する。一転して窮地に陥ったミレディーだが、持ち前の美貌と悪魔的知恵を駆使して牢番ジョン・フェルトンを籠絡すると、脱獄を果たしたばかりか、フェルトンを利用してバッキンガム公の暗殺さえも成し遂げてしまう。一方では、ラ・ロシェルの包囲戦でダルタニャンは勲功を上げ、晴れて銃士になる事ができた。
フランスに帰国したミレディーはベチューヌの修道院に身を隠すが、そこで偶然コンスタンスと出会う。コンスタンスは王妃の手で誘拐から救われ、修道院に匿われていた。更にはダルタニャンと三銃士がこの修道院に来ることを知ったミレディーは、復讐としてコンスタンスに毒を飲ませて逃亡。コンスタンスは入れ違いにやってきたダルタニャンとようやく再会を果たすが、喜ぶ間もなくダルタニャンの腕の中で息を引き取ってしまう。
三銃士とダルタニャンは悲嘆と義憤に駆られ、バッキンガム公の仇討ちに来たウィンター卿とともに国境近くに逃亡したミレディーを捕える。アトスはミレディーに裁きを下すため首切り役人を連れて来るが、その首切り役人はミレディーと深い因縁を持っていた。
かつて修道院にいたミレディーは首切り役人の弟である修道士を誘惑し聖器を盗んで駆け落ち。追手に捕まり投獄されると牢番の息子を誘惑して脱獄。修道士と共に逃げた先の領地で領主ラ・フェール伯爵に見そめられると修道士を捨てラ・フェール伯爵と結婚した。裏切られた修道士は牢獄に自首し牢内で首を吊り自殺した。ダルタニャンと三銃士、ウィンター卿、首切り役人はミレディーの裁判を行う。そしてミレディーの悪行を一つ一つ列挙し、首切り役人が彼女の首をはねて、裁判を終える。
ラ・ロシェルへ戻る道中で、ダルタニャンはリシュリューの腹心ロシュフォール伯爵に逮捕される。リシュリューの部屋へ連行されたダルタニャンは死罪を覚悟でミレディーの陰惨な死の顛末をリシュリューに打ち明けるが、意外にもリシュリューはダルタニャンを咎めず、むしろ銃士隊の副隊長として厚遇する事を提案した。人材登用に才のあるリシュリューはすっかりダルタニャンの活躍に舌を巻き、味方にしようと画策していたのである。ダルタニャンは驚いて辞そうとするが、三銃士に説得されその銃士隊副隊長の任を引き受ける事を決意する。その後、ロシュフォール伯爵とは三度決闘して和解した。
三銃士の行末は、ポルトスは代訴人コクナールの夫人と結婚して億万長者になり大領主に。アラミスは僧籍に戻りナンシーの修道院へ。アトスは親類から領地を相続してラ・フェール伯爵に戻った。

## 登場人物

### 王妃側

#### フランス
ダルタニャン
ガスコーニュ地方、タルブ生まれの小貴族の勇敢な青年。ガスコン特有の向こう見ずさと荒っぽさがあり、田舎出身のため都会や宮廷の常識に疎い面はあるが、剣の腕も弁も立ち、貴族としての礼節はある程度弁えている。銃士を夢見てパリへ上り、三銃士と親交を深め、生涯の友情を誓う。下宿の大家の妻コンスタンス・ボナシューに強い好意を寄せている。最初はデ・ゼッサール隊の護衛士、後のラ・ロシェル包囲戦のさなかに銃士となる。
モデルは同名の実在した貴族で、デュマは彼を「ドン・キホーテ」と揶揄している。
プランシェ
ダルタニャンの従者。ピカルディー生まれ。
ダルタニャンとともに手紙を持ってバッキンガム公爵のもとへと行く。勇敢で機智に富み、用心深い。
アトス
三銃士の一人。本名はラ・フェール伯爵。三銃士の中では最年長でありリーダー格。理知的な性格で武芸百般に秀で、剣の腕は一流。高潔で貴族らしい威厳を持つ。過去にミレディーと結婚していたが、忘れ去りたい辛い思い出となっている。
グリモー
アトスの従者。主人に深い敬服を捧げる一方、火のように恐れている。厳格な主人に仕込まれたため、必要な言葉以外は一切口にしない。
ポルトス
三銃士の一人。ポルトスは世を忍ぶ仮名で本名は本作で明らかにされない。おしゃべりで見栄っ張りな性格で、三銃士の中で最も世俗に詳しい。また、大柄で三銃士一番の力持ちでもある。代訴人の妻コクナール夫人と恋仲。
感情は全て表に出し笑って怒る単純でお人好しな性格と油断の多いことから、ミレディーからは「木偶の坊」と呼ばれていた。
ムースクトン
ポルトスの従者。本名はボニファス。ノルマンディ出身。主人ポルトスへの世話が行き届き、投げ縄が得意。
アラミス
三銃士の一人。アラミスは仮名で本名は本作で明らかにされない。品がよく穏やかで柔らか。秘密が多い。銃士を辞め僧籍に身を置きたいと言っている。もと神学生であり、ラテン語を使った論文や詩を書く。王妃の友人シュヴルーズ公爵夫人の恋人。
バザン
アラミスの従者。ベリー生まれ。柔和で物静か。いつも宗教書を読みいずれはアラミスとともに僧籍に入ろうと考えている。見ざる言わざる聞かざるの忠義者で、シュヴルーズ夫人との手紙のやり取りの遣いになる。
シュヴルーズ公爵夫人
王妃の友人で、アラミスの恋人。アラミスを通じて、ダルタニャンと王妃の橋渡し役をする。アラミスとの手紙では、トゥールの織り子、マリー・ミションという偽名を使う。実在の人物。
トレヴィル
銃士隊長。国王に忠誠を尽くしており、リシュリュー枢機卿とルイ13世の信用を二分している。ダルタニャンとは同郷で、ダルタニャン家とは遠い昔に隣人の間柄。ダルタニャンや銃士達に理解があり、色々と便宜を図ってくれる。実在の人物トレヴィル伯爵。
アンヌ・ドートリッシュ
ルイ13世の妃で、フランス王妃。実家はスペイン・ハプスブルク王家。リシュリューと対立している。イギリス宰相バッキンガム公爵と思いを通じている。実在の人物。
ジャック・ミシェル・ボナシュー
ダルタニャンの家主。51才。元小間物屋で小金持。コンスタンスの夫。反逆罪の容疑でバスティーユ牢獄に収監された後にリシュリューに籠絡され、枢機卿側に寝返る。ダルタニャンの行動をリシュリューに報告し、コンスタンスの誘拐にも加担した。
続編の「二十年後」で再登場し、長く投獄されていた後、乞食の総取締役マイヤールとして、フロンド派の総帥レス大司教補の命令で動く。
コンスタンス・ボナシュー
ジャック・ミシェルの妻。23才。王妃アンヌの忠実な下着係。歳の離れた夫がいるが、ダルタニャンにも好意を寄せられる。王妃のダイヤをロンドンから持ち帰る一件を通じてダルタニャンと相思相愛になるも、ロシュフォール伯爵に誘拐される。王妃により救出され、ベチューヌの修道院にかくまわれていたが、そこでミレディーと対面、彼女に毒殺される。
コクナール夫人
代訴人コクナールの妻。ポルトスの２倍近い年齢ながらポルトスに夢中で、やきもち焼き。夫のコクナール氏ががめつい吝嗇家で金櫃に80万リーブルを貯めている。ポルトスの出陣の支度金を都合する。
リールの首切り役人
ミレディーとは深い因縁を持つ男。ミレディのために修道士の弟を亡くしており、直接ミレディーを処刑した。

#### イギリス
バッキンガム公ジョージ・ヴィリアーズ
イギリスの宰相。フランス王妃であるアンヌに夢中で、王妃のためならフランスと戦争になることを厭わない。
ミレディーにけしかけられた清教徒フェルトンにより暗殺される。実在の人物で、（理由は異なるが）最期も史実通りとなっている。
シェフィールド男爵ウィンター卿
イギリスの男爵。ダルタニャンと決闘するが、その後親交を持つ。ミレディーは亡き弟の妻（義妹）。表記ゆれで訳によっては「ウィンテル卿」となっているものもある。
ジョン・フェルトン
実在の人物。ウィンター男爵の忠実な部下で、清廉潔白な清教徒。後にミレディーに篭絡され、バッキンガム公を殺害する。

### 枢機卿側
リシュリュー
枢機卿にしてフランスの宰相。フランスの国政を一手に握る。フランスのため、仇敵であるハプスブルク家から嫁いできた王妃を陥れようと、腹心のミレディーやロシュフォール伯爵を使い、様々な画策をする。アラミスに「赤公爵」とあだ名される。
物語前半では敵役として描かれるが、終盤ではダルタニャンや三銃士の才能を認め、味方に引き入れようとする。実在の人物。
ルイ13世
フランス国王。リシュリューに絶大な信頼を置き、その言葉に耳を傾けるが、心の奥底で反発している面もある。王妃の不義を疑っている。実在の人物。
ミレディー
リシュリューの腹心で、美貌と知恵を兼ね備えた謎の女。他にアンヌ・ド・ブリュイ、シャルロット・バクソン、クラリックなどの別名・別姓を持つ。国を股に掛けてリシュリューの命令を遂行する。夫(ウィンター男爵の実弟)を過去に毒殺している、自分を貶めた者に復讐する癖があり、邪悪。神を信じず、己の力のみを信じる。ワルド伯爵に熱を上げていたが、それに嫉妬したダルタニャンの罠にはまり、身を許してしまう。そこからダルタニャンへの復讐が始まる。胸に百合の烙印があり、秘められた過去を持つ。ウィンター卿は亡き夫の兄（義兄）。コンスタンス・ボナシュー殺害直後に、ダルタニャンと三銃士とウィンター男爵によってかつて犯した悪事を断罪された上、処刑される。生前最後の台詞は英語でなされた。モデルとなった人物は、バッキンガムの愛人だったカーライル公爵夫人ルーシー・ヘイだと言われている。
なお、「ミレディー（Milady）」とは彼女の名前ではなく、英語で貴婦人を示す一般名詞である。
ケティ
ミレディーの侍女。ダルタニャンに惚れるが、ミレディに夢中なダルタニャンに利用される。
ロシュフォール伯爵
リシュリューの腹心。ダルタニャンがガスコーニュからパリへ向かう道中、トレヴィル隊長への紹介状を奪った騎士で、コンスタンス誘拐の指揮も行っていた。
物語の最後で三度の決闘の末にダルタニャンと和解する。
ワルド伯爵
リシュリューの配下で、ロシュフォールの従兄弟。ダルタニャンと戦い、傷を負わせるも重傷を受ける。

## 日本語訳
第1部『三銃士』の日本語訳は多数あるが、第2部『二十年後』と第3部『ブラジュロンヌ子爵』の日本語訳は数少ないので、3部作を通して読みたい場合は注意が必要。詳しくは「ダルタニャン物語#日本語版について」を参照。
- 三銃士 岩波文庫（生島遼一 訳）1938、全4巻
  - 三銃士 岩波文庫（生島遼一 訳）1970、上下2巻 上)ISBN 978-4-00-325338-0 下)ISBN 978-4-00-325339-7
- 三銃士 角川文庫（竹村猛 訳）1961、上下2巻 上)ISBN 978-4-04-202009-7 下)ISBN 978-4-04-202010-3
  - 三銃士 角川文庫（竹村猛 訳）2009、上中下3巻 上)ISBN 978-4-04-202012-7 中)ISBN 978-4-04-202013-4 下)ISBN 978-4-04-202014-1
- ダルタニャン物語 講談社（鈴木力衛 訳）1968、全11巻中1,2巻
  - ダルタニャン物語 講談社文庫（鈴木力衛 訳）1975、全11巻中1,2巻 1巻)ISBN 978-4-06-133071-9 2巻)ISBN 978-4-83-544005-7
  - 新装版 ダルタニャン物語 復刊ドットコム（鈴木力衛 訳）2001、全11巻中1,2巻 1巻)ISBN 978-4-83-544004-0 2巻)ISBN 978-4-83-544588-5

また児童書としても数多くの訳が出版されているが、こちらは抄訳（残酷な描写や間接的ではあるがベッドシーンがあるため）である。
- 三銃士 岩波少年文庫（生島遼一 訳）1951、上下2巻
  - 三銃士 岩波少年文庫（生島遼一 訳）1968、上下2巻 上)ISBN 978-4-00-113006-5 下)ISBN 978-4-00-113007-2
  - 三銃士 岩波少年文庫（生島遼一 訳）2002、上下2巻 上)ISBN 978-4-00-114561-8 下)ISBN 978-4-00-114562-5
- 三銃士（福音館古典童話シリーズ19,20） 福音館書店（朝倉剛 訳）1977、上下2巻 上)ISBN 978-4-83-400705-3 下)ISBN 978-4-83-400716-9
- 三銃士 偕成社文庫（竹村猛 訳）1987、上中下3巻 上)ISBN 978-4-03-651510-3 中)ISBN 978-4-03-651520-2 下)ISBN 978-4-03-651530-1
- 三銃士（世界の名作文庫W35） ポプラ社（吉田加南子 訳）1985、ISBN 978-4-591-02067-8
- 三銃士（こども世界名作童話4） ポプラ社（砂田弘 訳）1987、ISBN 978-4-59-102604-5
- 三銃士（少年少女世界文学館18） 講談社（新庄嘉章 訳）1987、ISBN 978-4-06-194318-6
  - 三銃士（21世紀版 少年少女世界文学館18） 講談社（新庄嘉章 訳）2011、ISBN 978-4-06-283568-8
- 三銃士 青い鳥文庫（桜井成夫 訳）1988、ISBN 978-4-06-147235-8
  - 三銃士 新装版 青い鳥文庫（藤本ひとみ 訳）2009、ISBN 978-4-06-285125-1
- 三銃士（子どものための世界文学の森30） 集英社（久米穣 訳）1995、ISBN 978-4-08-274030-6
- 三銃士（痛快 世界の冒険文学21） 講談社（藤本ひとみ 訳）1999、ISBN 978-4-06-268021-9
- 三銃士 王妃の首かざりを追いかけろ! 角川つばさ文庫（志麻友紀 訳）2011、ISBN 978-4-04-631185-6
- 三銃士 正義のため、最強の三銃士といっしょに、戦う!（10歳までに読みたい世界名作22） 学研プラス（岡田好惠 訳）2016、ISBN 978-4-05-204380-2
- 三銃士（ポプラ世界名作童話25） ポプラ社（松原秀行 訳）2018、ISBN 978-4-591-15978-1

以下は絶版疑い。
- 三銃士（民衆文化叢書1） 梅津書店 1924[4]
- 三銃士 目黒書店（福永渙 訳）1927
- 三銃士（世界大衆文学全集6） 改造社（三上於菟吉 訳）1929[5]
- 三銃士 大洋社出版部（赤羽幸夫 訳）1939[6]
- 三銃士（世界名作物語） 大日本雄弁会講談社（山中峯太郎 訳）1939
- 三銃士（少国民名作文庫） 大日本雄弁会講談社（山中峯太郎 訳）1946
- 三銃士（世界文学叢書10,11,12,13） 世界文学社（生島遼一 訳）1947、全4巻
- 三銃士（少年世界文学選1） 京屋出版社（中島健 訳）1948
- 三銃士（世界名作物語） 大日本雄弁会講談社（山中峯太郎 訳）1948
- 三銃士名作冒険 偕成社（久米元一 訳）1948
- 三銃士 光書房（松本一夫 訳）1948、全2巻
- 三銃士（世界少年名作文庫） 潮文閣（松本一夫 訳）1948、全2巻
- 三銃士物語（世界大衆文学全集2）須田書店（石本春久 訳）1949
- 三銃士 新人社（新庄嘉章 訳）1949
- 三銃士 東京読書会（松本一夫 訳）1950
- 三銃士（世界名作物語2） ポプラ社（山中峯太郎 訳）1950
- 三銃士（世界名作文庫普及版） 東京読書会（松本一夫 訳）1951、全2巻
- 三銃士（世界名作全集15） 講談社（久米元一 訳）1951
- ダルタニャン物語（三銃士・三部作全集） 大日本雄弁会講談社（丸山熊雄、鈴木力衛 訳）1952、全11巻中1,2巻
- 三銃士 三笠書房（生島遼一 訳）1952、全2巻
- 三銃士（世界名作物語20） 黎明社（東野達夫 訳）1952
- 三銃士（世界名作文庫100） 偕成社（柴田錬三郎 訳）1954
- 三銃士物語（名作物語文庫31） 講談社（大平陽介 訳）1955
- 三銃士（ロビン・ブックス5） 河出書房（新庄嘉章 訳）1955
- 三銃士物語 十五少年漂流記（世界少年少女文学全集37 フランス編4） 創元社（宮崎嶺雄 訳）1955
- 三銃士ものがたり（児童名作全集34） 偕成社（朝島靖之助 訳）1956
- 三銃士（世界名作全集） 黎明社（東野達夫 訳）1957
- 三銃士 フランダースの犬（少年少女世界名作4） 東光出版社（石狩淳 訳）1957
- ああ無情 三銃士 マテオ・ファルコーネ 他2編（少年少女世界文学全集26 フランス編2） 講談社（桜井成夫 訳）1958
- 三銃士（世界文学全集 第3期25） 河出書房新社（丸山熊雄、鈴木力衛 訳）1958
- 三銃士とダルタニヤン（世界少年少女名作選集） 同和春秋社（橋本政明 訳）1959
- 三銃士 十五少年漂流記（児童世界文学全集16） 偕成社（那須辰造 訳）1960
- 三銃士物語（世界少年少女文学全集20） 東京創元社（宮崎嶺雄 訳）1960
- 三銃士（特製豪華版世界文学全集12） 河出書房新社（丸山熊雄、鈴木力衛 訳）1961
- 三銃士（少年少女世界名作全集19） 講談社（新庄嘉章 訳）1962
- 三銃士（少年少女世界名作文学全集46） 小学館（富沢有為男 訳）1962
- ああ無情 三銃士 風車小屋だより（少年少女新世界文学全集19 フランス古典篇2） 講談社（長谷川四郎 訳）1963
- 三じゅう士（世界名作童話全集18） ポプラ社（奈街三郎 訳）1964
  - 三じゅう士（世界名作童話全集18） ポプラ社（奈街三郎 訳）1987、ISBN 978-4-591-00275-9
- 三銃士 ああ無情 ペロー童話（少年少女世界の名作文学20 フランス編2） 小学館（新庄嘉章、土家由岐雄 訳）1964
- 三銃士物語 鉄仮面（少年少女世界の文学15） 河出書房新社（宮崎嶺雄 訳）1966
- 三銃士（少年少女世界の名作73） 偕成社（柴田錬三郎 訳）1967
- 三銃士（世界の名作2） ポプラ社（山中峯太郎 訳）1967
- 三銃士（小学館名作文庫13） 小学館（富沢有為男 訳）1968
- 愛の妖精 きつね物語 三銃士（カラー名作 少年少女世界の文学13 フランス編2） 小学館（新庄嘉章 訳）1969
- 三銃士 覆面の騎士（世界の名作図書館39） 講談社（新庄嘉章 訳）1969
- 三銃士 旺文社文庫（江口清 訳）1970、上下2巻
- 三銃士ものがたり（児童名作シリーズ41） 偕成社（朝島靖之助 訳）1973
  - 三銃士ものがたり（児童名作シリーズ41） 偕成社（朝島靖之助 訳）1987、ISBN 978-4-03-515410-5
- 三銃士 月曜物語 パスツール 海の子ロマン 他（少年少女世界の名作20） 小学館（土家由岐雄 訳）1973
- 三銃士ものがたり（母と子の名作文学49） 集英社（野長瀬正夫 訳）1974
- 三銃士（少年少女世界名作全集15） 鶴書房（大平陽介 訳）1975
- 三銃士（世界の名作・日本の名作13） 春陽堂少年少女文庫（新庄嘉章 訳）1976
- 三銃士（国際版 少年少女世界文学全集13） 小学館（藤沢美枝子 訳）1977
- 三銃士（こども世界の名作9） ぎょうせい（吉田新一 訳）1979
- 三銃士（岩波版ほるぷ名作文庫30,31）ほるぷ（生島遼一 訳）1981、上下2巻
- 三銃士（世界の名作 国際児童版16） 講談社（手島悠介 訳）1984、ISBN 978-4-06-180716-7
- 三銃士（少年少女世界名作全集24） ぎょうせい（榊原晃三 訳）1983
  - 三銃士（新装 少年少女世界名作全集24） ぎょうせい（榊原晃三 訳）1995、ISBN 978-4-32-404351-6
- 三銃士の冒険 ポプラ社文庫（吉田加南子 訳）1986、ISBN 978-4-59-102253-5
- 三銃士（スーパーブックス0051 世界の名作選）偕成社（那須辰造 訳）1987、ISBN 978-4-03-690510-2
- 三じゅう士（世界名作ファンタジー30） ポプラ社（平田昭吾 訳）1987、ISBN 978-4-591-02641-0
- 三銃士 金の星社（宮崎嶺雄 訳）1988、ISBN 978-4-32-301227-8
- ダルタニャンと三銃士 国土社（塚原亮一 訳）1988、全2巻 1巻)ISBN 978-4-33-707901-4 2巻)ISBN 978-4-33-707902-1
- 三じゅうし（こどもせかい名作12） 国土社（北川幸比古 訳）1988、ISBN 978-4-33-701112-0
- 三銃士ものがたり 講談社KK文庫（吉本直志郎 訳）1990、全3巻 1巻)ISBN 978-4-06-199002-9 2巻)ISBN 978-4-06-199012-8 3巻)ISBN 978-4-06-199023-4

## ダルタニャンの冒険
ロンドンまでの冒険
- パリ
- シャンティイ（ポルトスが脱落）
- ボーヴェ（アラミスが負傷）
- クレーブクール（アラミスが脱落）
- アミアン（アトスが脱落）
- サン＝トメール
- カレー（ワルド伯爵と対決）
- ロンドン
- サン・ヴァレリー
- ブランジー
- ヌーシャテル
- エクイ
- ポントワーズ
- パリ

## 派生作品
『三銃士』は数多くの映画化、アニメ化などされている。ダルタニャン物語#関連作品、及びTemplate:ダルタニャン物語も参照。
1980年には宝塚歌劇団出演による関西テレビ放送製作のテレビオリジナル公演『宝塚テレビロマン』の第3シリーズとして半年間放送された。
また、「切っても切れない友情」を表現する意味で、三銃士という設定だけ流用されることもあるが、この場合には主人公が三銃士の一人となっていることが多い。これら「名前の流用」については、三銃士 (曖昧さ回避)を参照。

## 注・出典
1. ↑  「薔薇物語」後半の作者ジャン・ド・マンの生まれ故郷
2. ↑  岩波少年文庫版（生島遼一 訳）など。
3. ↑  岩波少年文庫2002年版上巻（ISBN 978-4-00-114561-8）p.240注5。
4. ↑  三銃士
5. ↑  世界大衆文学全集. 第6巻
6. ↑  三銃士

　6.三銃士 角川文庫（竹村猛 訳）2巻 
　7.ダルタニャン物語 講談社（鈴木力衛 訳）1、2巻